# Florian Zogg
Florian Zogg, född 20 september 1900 i Azmoos i kantonen Sankt Gallen, död 5 januari 1993, var en schweizisk längdåkare. Han var med i olympiska vinterspelen 1928 i Sankt Moritz och kom på tjugofjärde plats på 18 kilometer. Han var bror till David Zogg.